# Zhangixalus dulitensis
Zhangixalus dulitensis là một loài ếch trong họ Rhacophoridae.
Loài này có ở Brunei, Indonesia, và Malaysia.
Các môi trường sống tự nhiên của chúng là các khu rừng ẩm ướt đất thấp nhiệt đới hoặc cận nhiệt đới và đầm nước ngọt có nước theo mùa.
Nó ngày càng hiếm gặp do mất môi trường sống.